# Polystichum × pseudo-ovatopaleaceum
Polystichum × pseudo-ovatopaleaceum là một loài dương xỉ trong họ Dryopteridaceae. Loài này được Akasawa mô tả khoa học đầu tiên năm 1979.
Danh pháp khoa học của loài này chưa được làm sáng tỏ. 